# مطار محج قلعة الدولي
مطار محج قلعة الدولي (إياتا: МСХ، إيكاو: URML) هو مطار دولي في جمهورية داغستان الروسية، يبعد عن العاصمة الداغستانية محج قلعة حوالي 16.2 كم في الاتجاه الجنوبي، ويعتبر المطار البوابة الجوية لمحج قلعة، والمطار هو المقر الرئيسي ومركز عمليات شركة الخطوط الجوية الداغستانية. ويعود تاريخ إنشاء المطار إلى عام 1927 أثناء حقبة الاتحاد السوفيتي. يضم المطار مبنى للركاب وقرية للبضائع.

## نبذة تاريخية
يرجع تاريخ إنشاء مطار محج قلعة الدولي إلى يوم 3 فبراير 1927، وأقلعت أولى رحلات الطيران منه في عام 1938 متوجهة إلى موسكو.

## شركات الطيران والوجهات
| شركـات طيـران          | الوجهات |
| ---------------------- | --- |
| إيروفلوت               | مطار شيريميتييفو الدولي |
| Azimuth                | Krasnodar، Rostov-on-Don |
| Azur Air               | موسمي عارض: مطار أنطاليا |
| فلاي دبي               | مطار دبي الدولي |
| IrAero                 | مطار إسطنبول الدولي |
| نوردستار               | مطار دوموديدوفو الدولي |
| Nordwind Airlines      | Kazan، مطار كوروموخ الدولي، Ufa موسمي عارض: مطار أنطاليا                                                                                              |
| Pegas Fly              | Nizhny Novgorod موسمي عارض: مطار آل مكتوم الدولي |
| Pobeda                 | Krasnodar، مطار شيريميتييفو الدولي، مطار فنوكوفو الدولي، Novy Urengoy، Rostov-on-Don، مطار بولكوفو، Surgut                                            |
| خطوط ريد وينغز الجوية ‏ | مطار ألماتي الدولي، مطار أنطاليا، مطار بخارى الدولي، Chelyabinsk، مطار إسطنبول الدولي، مطار نمنكان ‏، مطار طشقند الدولي، Urgench، مطار كولتسوفو الدولي |
| خطوط إس سفن            | مطار نوفوسيبيرسك |
| SCAT Airlines          | Aktau |
| خطوط أورال الجوية      | مطار مناس الدولي، Nizhnevartovsk، مطار كولتسوفو الدولي                                                                                                |
| Utair                  | Mineralnye Vody، مطار فنوكوفو الدولي موسمي: Surgut |
| UVT Aero               | Kazan |
| Yakutia Airlines       | مطار فنوكوفو الدولي |